# Tricyphona alpigena
Tricyphona (Tricyphona) alpigena là một loài ruồi trong họ Pediciidae. Chúng phân bố ở vùng sinh thái Palearctic.